# Marco Guazzo
Marco Guazzo (1496-1556) fue un militar, historiador y poeta de Italia.

## Biografía
Guazzo nació en Padua en 1496 de una familia originaria de Mantua y abrazó la carrera militar, sirviendo con distinción en las guerras que estalaron en su época  en Italia; pero la vida agitada en los campos de batalla no malograron su pasión por la poesía componiendo dos poemas de héroes-cómicos.
Con la llegada de la paz abandona el servicio activo en la milicia y se retira a su patria donde continua laborando en el mundo de las letras dejando a las imprentas las obras siguientes: un poema dividido en 51 cantos imitando al Orlando de Ariosto; una tragedia y una comedia; una historia digna de  memoria de 1524 a 1540 e historia de la guerra de Mahometto emperador de los turcos contra Venecia; la conquista de Carlos VIII de Francia del Reino de Nápoles; una sátira y la conclusión de un poema de Lancelot y Ginebra  de N. Agostini; crónica de hombres ilustres y sus hechos memorables; Belisardo hermano del conde Orlando con privilegio del papa de 5 de junio de 1521.
Otro Guazzo, Stefano Guazzo (1530-1593) fue un literato nacido en Casal, Italia, de una familia noble de Montferrat, cultivó la poesía, fue uno de los fundadores de la Academia de los Argonautas de Casal y secretario de Margarita, duquesa de Mantua y dejó escritas una obra de conversación civilizada, diálogos, rimas y sobre la guirnalda de Bianca Beccaria.

## Obras
- Lancilotto e Ginnevra, Venecia, 1839.
- Discordia d'amore, Venecia, 1708.
- Cronico del mondo, Venecia, F. Bindini, 1553.
- Historie di Marco Guazzo de le cose degne di memoria:..., Venecia, G. Giolito, 1552.
- Historie ove si contingono la venuta e partita d'Italia di Carlo VIII  Re di Franza,..., Venecia, 1545.
- Historie se conteneno le guerre di Mahometto imperatore de Turchi.., Venecia, B. Bindoni, 1545.
- Astolfo Borioso, 1539.
- Opera nuova di antiqui cavalleie  d'armi  et d'amore intitolata la Fede, Venecia, 1528.
- Errori d'amore, Venecia, 1526.
- Belisardo fratello del conte Orlando, Venecia, 1525.
- Miracolo d'amore
- Otras